# Die Toten von Salzburg
Die Toten von Salzburg ist ein österreichischer Fernsehfilm aus dem Jahr 2016 von Erhard Riedlsperger und Auftakt der gleichnamigen Kriminalfilmreihe. Die Erstausstrahlung erfolgte am 2. März 2016 im ORF und am 26. September 2016 im ZDF.

## Handlung
Der nach einem Unfall beim Gleitschirmfliegen auf einen Rollstuhl angewiesene Grazer Major Peter Palfinger tritt seinen Dienst als Leiter der Abteilung Gewalt- und Blutdelikte in Salzburg an. Sein Vorgesetzter, Hofrat Alfons Seywald, ist von seinem Handicap überrascht, Palfinger selbst ist ein unverbesserlicher Optimist, nimmt seine inkomplette Querschnittlähmung als Herausforderung und ist überzeugt, dass diese heilbar ist. Er trainiert dafür, den Untersberg eines Tages ohne Rollstuhl auf seinen eigenen Beinen zu bezwingen. Bei Dienstantritt an der neuen Dienststelle wartet bereits sein erster Fall auf ihn. Unterstützung erhält er bei den Ermittlungen von Bezirksinspektorin Irene Russmeyer. 
An der Grenze von Salzburg zu Bayern im Bereich des Untersbergs geschieht ein Mord, Immobilienmakler Walter Holzer wird tot aufgefunden. Nachdem die Zuständigkeiten in der Grenzregion nicht ganz klar sind, ermitteln der Salzburger Major und der bayrische Kriminalhauptkommissar Hubert Mur aus Traunstein parallel, jeder mit seinen ihm eigenen Methoden. Offiziell ist gegenüber der Presse zunächst von einem Jagdunfall die Rede, obwohl der Tote gefesselt aufgefunden wurde. Holzer war ein bekannter Anlagebetrüger, der vor rund zehn Jahren zahlreiche Anleger mit einem Schneeballsystem betrogen hatte, bevor er sich nach Bayern absetzte, um nicht von der österreichischen Justiz belangt zu werden. Damit hätten zahlreiche Geschädigte ein Motiv. Holzer wollte sich außerdem von seiner Frau scheiden lassen, sie zählt damit ebenfalls zu den Tatverdächtigen, ebenso wie der idealistische Anwalt Stefan Sandberger und Holzers österreichischer Geschäftspartner Nico Brix, der Holzer als Strohmann diente. 
Kriminalhauptkommissar Mur, ein geradliniger und rationaler Einzelkämpfer mit wenig Humor und Einfühlungsvermögen, interessiert sich in erster Linie für das verschwundene Geld der betroffenen Anleger. Er glaubt in Nico Brix den Täter gefunden zu haben und entführt ihn nach Bayern, um ihn in seinem Zuständigkeitsbereich festnehmen zu können. Währenddessen erzählt Opernsänger Dave Harper Bezirksinspektorin Russmeyer, dass er vor über zehn Jahren seine Frau aufgrund einer Krebserkrankung verloren habe. Später findet Russmeyer allerdings heraus, dass Harpers Frau in Wirklichkeit Selbstmord begangen hatte, nachdem sie ihr gesamtes Vermögen durch Holzer verloren hatte. Palfinger überführt Harper als den wahren Täter, er hatte Selbstjustiz geübt und Holzer ermordet, nachdem klar wurde, dass Holzer aufgrund der Verjährung seiner Tat nicht mehr belangt werden konnte.

## Produktion
Die Dreharbeiten fanden von Anfang April bis Anfang Mai 2015 in Salzburg und Umgebung statt. Produziert wurde der Film von der Satel Film GmbH, beteiligt waren der Österreichische Rundfunk und das ZDF, unterstützt wurde die Produktion vom Fernsehfonds Austria, dem Land Salzburg und der Stadt Salzburg. Für den Ton zeichnete Roman Schwartz verantwortlich, für das Kostümbild Christoph Birkner und für das Szenenbild Conrad Moritz Reinhardt.
Von 26. April bis 30. Juni 2017 wurden mit Zeugenmord und Königsmord zwei weitere Folgen gedreht. Im Juni 2018 starteten in Bad Gastein und in der Stadt Salzburg die Dreharbeiten zur vierten und fünften Folge.

## Auszeichnungen
- Romyverleihung 2017 – Auszeichnungen in den Kategorien Bester Fernsehfilm und Beste Regie TV-Film[4]

## Rezeption

### Kritiken
Der Standard schrieb: „Am stärksten ist der Film aber, wenn er auf die kleinen Diskriminierungen Behinderter im Alltag verweist, auf die schiefen Blicke der Körper-Fetischisten im Fitnessstudio, auf das ungewollte Mitleid, auf die unausgesprochene Frage, wie das als Rollstuhlfahrer so mit dem Sex klappt. Dabei bleibt der Krimi stets politisch inkorrekt.“
Heike Hupertz befand in der Frankfurter Allgemeinen Zeitung, dass Die Toten von Salzburg für Erhard Riedlsperger, Klaus Ortner und Kai Longolius eine Herzensangelegenheit zu sein scheint. An Lokalkolorit und charakteristisch gezeichneten Typen würde es nicht mangeln, die Behinderungsthematik werde beiläufig mit bespielt, der eigentliche Kriminalfall ginge als Dutzendware durch. „Interessant verspricht die Entwicklung des Verhältnisses zwischen Palfinger und seinem Bruder, dem Priester und Sekretär des Erzbischofs, vulgo Pressesprecher des lieben Gotts, Sebastian Palfinger zu werden. Ein Vertreter der irdischen und einer der überzeitlichen Gerechtigkeit – daraus lassen sich, siehe Don Camillo und Peppone, stets Funken schlagen. Die Toten von Salzburg lässt sich also recht vielversprechend an.“
Rainer Tittelbach von tittelbach.tv meinte, dass das Besondere an dem Film die mit Florian Teichtmeister gut besetzte Hauptfigur sei: „Charmant, sarkastisch und immer mit einer gewissen Lässigkeit unterwegs, wenn nicht gerade der deutsche Kollege, ein unangenehmer Besserwisser, um die Ecke schaut.“ Das Muster vom ungleichen Paar wirke bemüht, auch dramaturgisch und filmsprachlich wäre alles old-fashioned, vor allem die betuliche Parallelmontage nerve. „Den Zuschauer wird das wenig stören: Hauptsache Mord, Hauptsache Krimi!“

### Einschaltquote
Den Film verfolgten bei Erstausstrahlung im ORF durchschnittlich 925.000 Zuseher, dies entsprach einem Marktanteil von 32 Prozent. In Deutschland sahen den Film bei Erstausstrahlung im ZDF 5,55 Millionen Zuschauer, der Marktanteil lag bei 18 Prozent.